# Іванов Володимир Михайлович
Іванов Володимир Михайлович — український політик. Кандидат педагогічних наук (1998), член Партії регіонів (з 2005); колишній народний депутат України.

## Життєпис
Народився 28 листопада 1953 року в с. Ельген, Ягоднинський район, Магаданської області, РСФСР. Росіянин; батько Михайло Філатович (1925) і мати Прасковія Сергіївна (1926) — пенсіонери; дружина Любов Єгорівна (1953) — заступник директора з навчальної роботи СШ № 2; син Сергій (1976) — відомий український журналіст і письменник; дочка Наталія (1983) — юрист.

### Освіта
Ворошиловградський педагогічний інститут ім. Т. Шевченка, філологічний факультет (1971—1975), «Російська мова і література»; Українська фінансово-банківська школа (1995), «Банківський менеджмент»; Луганський інститут внутрішніх справ (1997—1999), юрист; кандидатська дисертація «Педагогічні умови соціалізації міських старшокласників».

### Політика
09.2007 року кандидат в народні депутати України від Партії регіонів, № 237 в списку. На час виборів: народний депутат України, член Партії регіонів.
Народний депутат України 5-го скликання з квітня 2006 до листопада 2007 років від Партії регіонів, № 185 в списку. На час виборів: директор Луганської філії ЗАТ страхової компанії «Брокбізнесстрахування», член Партії регіонів. Член Комітету з питань бюджету (з липня 2006), член фракції Партії регіонів (з травня 2006).
- 08.1970-08.1971 — слюсар шахта «Черкаська-Північна» № 2.
- 09.1971-07.1975 — студент Ворошиловградського державного педагогічного інституту.
- 08.1975-10.1977 — учитель, 10.1977-09.1979 — директор Свистунівської 8-річної школи.
- 09.1979-05.1980 — директор Сватівської СШ № 7.
- 05.1980-09.1981 — служба в армії.
- 09.1981-12.1986 — інструктор, завідувач оргвідділу Сватівського районного комітету КПУ.
- 12.1986-07.1990 — інструктор, завідувач сектору, заступник завідувача відділу організаційно-партійної роботи Ворошиловградського (Луганського) обласного комітету КПУ.
- 07.1990-04.1992 — заступник завідувача, завідувач оргвідділу Луганського обласного виконавчого комітету.
- 04.1992-09.1994 — перший заступник глави Луганської обласної державної адміністрації.
- 10.1994-11.1995 — перший заступник директора Луганської філії АБ «Брокбізнесбанк».
- 11.1995-12.2002 — заступник голови, перший заступник голови Луганської обласної державної адміністрації.
- 12.2002-06.2004 — начальник Територіального управління Державної судової адміністрації в Луганській області.
- 07.2004-02.2005 — перший заступник голови Луганської обласної державної адміністрації.
- 02.2005-05.2006 — пенсіонер.

Депутат Луганської обласної ради (1998–2006). Обраний депутатом Луганської обласної ради (квітень 2006).
Заслужений працівник освіти України (09.2000). Орден «За заслуги» III ступеня.
Співавтор праць «Научно-технический прогрес и интернационализация экономической жизни» (1996), «Средства и методы реабилитации детей и подростков с нарушениями состояния здоровья» (1997), «Теоретичні основи прогнозування розвитку освіти в регіоні» (1999), «Сучасний виборчий PR» (2002).